# Cobra (film, 1925)
Pour les articles homonymes, voir Cobra (homonymie).
Pour plus de détails, voir Fiche technique et Distribution.
Cobra est un film américain réalisé par Joseph Henabery et sorti en 1925.

## Synopsis
Le comte Rodrigo Torriani, un noble italien libertin, accepte l'invitation de son ami Jack Dorning pour venir à New York en tant qu'expert en antiquités. Il tombe amoureux de la secrétaire de Jack.

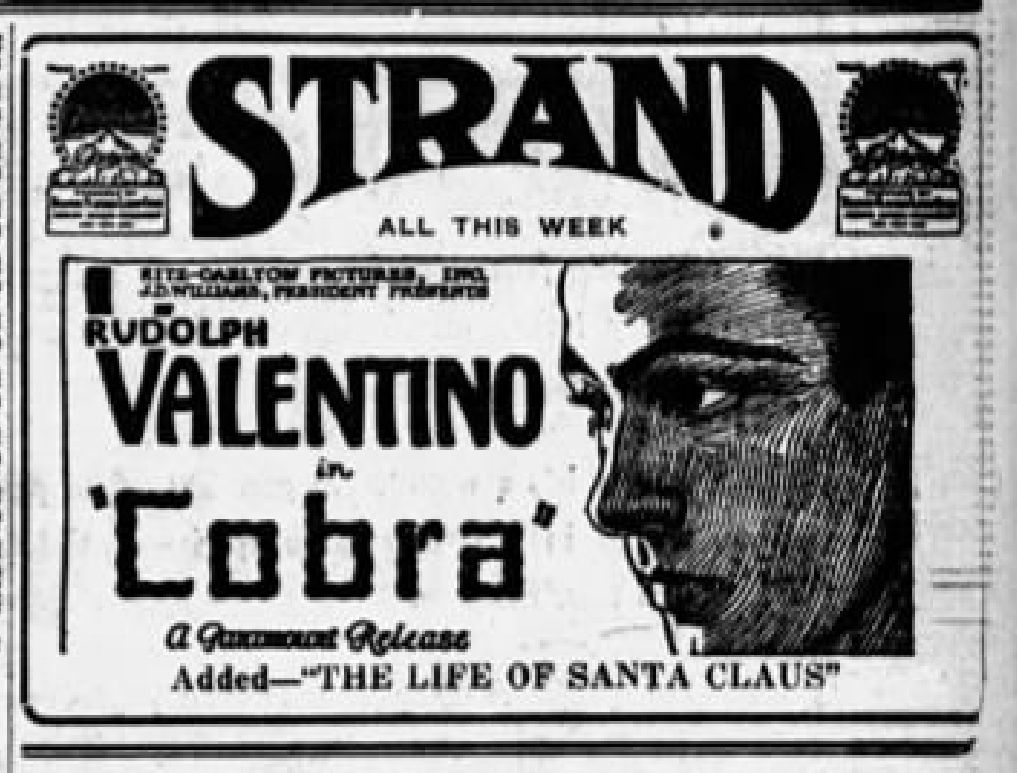
Publicité pour le film Cobra (1925)

## Fiche technique
- Titre original : Cobra
- Réalisation : Joseph Henabery
- Scénario : Anthony Coldeway, d'après la pièce Cobra de Martin Brown[1]
- Production :  Ritz-Carlton Pictures
- Distribution : Paramount Pictures
- Montage : John H. Bonn
- Durée : 70 minutes
- Date de sortie : 30 novembre 1925

## Distribution
- Rudolph Valentino : comte Rodrigo Torriani
- Nita Naldi : Elsie Van Zile
- Casson Ferguson : Jack Dorning
- Gertrude Olmstead : Mary Drake
- Hector V. Sarno : Victor Minardi
- Claire De Lorez : Rosa Minardi
- Eileen Percy : Sophie Binner
- Lillian Langdon : Mme Porter Palmer
- Henry Barrows
- Rosa Rosanova : Marie
- Natasha Rambova : une danseuse